# Hadži Bektáš Veli
Hadži Bektáš Veli (Hacıbektaş, asi 1209–1271) byl alevitským duchovním mistrem, inspirátorem bektašíje.
O počátcích jeho života panují dohady. Do Anatolie přišel z Chorásánu z důvodu postupující mongolské invaze ve Střední Asii. Usadil se v malé obci na cestě mezi Ankarou a Kayseri, která dnes nese jeho jméno. Zde byl také pohřben.
Jeho rod odvozoval svůj původ od 7. šíitského imáma Músy al-Kázima.
Při zakládání společenství bektašijů využil i své blízkosti a kontaktů se sultánovou tělesnou stráží.

## Připomínka
Po příchodu do Malé Asie se usadil v malé obci na cestě mezi Ankarou a Kayseri, která dnes nese jeho jméno. Zde byl také pohřben. Zde vzniklo centrum a řádová základna bektašíje, než roku 1925 v rámci sekularizačních reforem Mustafy Kemala Atatürka byl řád zrušen a toto místo později přeměněno na muzeum.
Tato jeho hrobka se stala i poutním místem alevitů.

## Prameny
O Hadži Bektašiho životě existuje ústní tradice a spis Manáqib al-'Árifín člena mevlevíjského řádu Šams ad-Dína Aflákího.